# Glenea subviridescens
Glenea subviridescens är en skalbaggsart som beskrevs av Stefan von Breuning 1963. Glenea subviridescens ingår i släktet Glenea och familjen långhorningar.
Artens utbredningsområde är Laos. Inga underarter finns listade i Catalogue of Life.